# دين أوموري
دين أوموري (بالإنجليزية: Dean Omori)‏ (5 يوليو 1968)؛ مغن مؤلف وروائي بريطاني.